# صمويل جودسميت
صمويل ابراهام جودسميت (بالإنجليزية: Samuel Abraham Goudsmit)‏ (لاهاي 11 يوليو 1902 — رينو في 4 ديسمبر 1978) هو فيزيائي من أصل أمريكي هولندي اشتهر باقتراحه في مفهوم لف الإلكترون بالاشتراك مع جورج أولنبيك سنة 1925.

## السيرة
درس جودسميت الفيزياء في جامعة ليدن على يد بول ارينفست ونال الدكتوراه سنة 1927. وبعدها عمل استاذا في جامعة ميشيغان من 1927 إلى 1946. وفي 1930 ساهم بكتابة مؤلف The Structure of Line Spectra مع لينوس باولنغ. ثم عمل خلال الحرب العالمية الثانية في معهد ماساتشوستس للتقنية.
وقد كان الرئيس التقني لبعثة ألسوس التي نجحت في الوصول إلى المجموعة الألمانية لعلماء الفيزياء النوويين مثل فيرنر هايزنبيرغ وأوتو هان في هشنگن (منطقة فرنسية لاحقا) قبل الوصول إلى الفيزيائي الفرنسي إيف روكار. وكانت عملية ألسوس جزءا من مشروع مانهاتن، الذي صمم لينافس التقدم المحرز في مشروع القنبلة الذرية النازية. وقد خلص جودسميت في كتابه Alsos الذي نشر في 1947 إلى أن الألمان لم يكونوا قريبين من إنتاج الأسلحة النووية وهو ما عزاه إلى عدم قدرة العلم على المتابعة في ظل دولة ذات نظام شمولي (هناك على الأقل دولتين شموليتين عملتا على تطوير أسلحة نووية مما يناقض هذا الاستنتاج، ومع أنها قد طورت لاحقا أسلحة نووية بإمكانياتها العلمية، وربما بتكنولوجيا مسروقة). أما استنتاجه الآخر: أن العلماء الألمان لم يتمكنوا من فهم كيفية صنع قنبلة ذرية، فقد كان محل نزاع ما بين المؤرخين (انظر هايزنبرغ)، لكن تقييمه لعدم إحراز تقدم في البرنامج الألماني قد استمر صامدا لفترة من الزمن. ثم عمل جودسميت بعد الحرب لفترة وجيزة أستاذا في جامعة نورث وسترن، ثم أصبح كبير العلماء في مختبر بروكهافن الوطني من 1948-1970 وتولى رئاسة قسم الفيزياء 1952-1960. واشتهر في ذات الوقت انه رئيس التحرير مجلة Physical Review، التي تنشرها الجمعية الفيزيائية الأمريكية. وبعد تقاعده منها سنة 1974 انتقل إلى رينو بنيفادا ليصبح عضوا في هيئة تدريس جامعة نيفادا، حيث استمر بها حتى وفاته.
وهناك بعض المساهمات العلمية التي نشرت عن علم المصريات. وتوجد مجموعة صمويل جودسميت عن الآثار المصرية في متحف الآثار كيلسي، جامعة ميشيغان، آن أربور، ميتشيغن.

## أعماله
- Alsos (1947), by Samuel A. Goudsmit
- Time (1966), by Samuel A. Goudsmit and روبرت كليبورن; Series: Time-Life Science Library